# Vladislavci
Vladislavci es un municipio de Croacia en el condado de Osijek-Baranya.

## Geografía
Se encuentra a una altitud de 85 m s. n. m. a 269 km de la capital nacional, Zagreb.

## Demografía
En el censo 2011 el total de población del municipio fue de 1 882 habitantes, distribuidos en las siguientes localidades:
- Dopsin - 482
- Hrastin - 327
- Vladislavci - 1 073

| Gráfica de población de Vladislavci 1857-2011                       |
|                                                                     |
| Según los censos de población de la oficina estadística de Croacia. |